# Cantorchilus
Cantorchilus is een geslacht van zangvogels uit de familie winterkoningen (Troglodytidae).

## Soorten
Het geslacht kent de volgende soorten: 
- Cantorchilus elutus –  Panamawinterkoning
- Cantorchilus griseus – Grijze winterkoning
- Cantorchilus guarayanus – Guarayoswinterkoning
- Cantorchilus leucopogon – Streepkeelwinterkoning
- Cantorchilus leucotis – Witoorwinterkoning
- Cantorchilus longirostris – Langsnavelwinterkoning
- Cantorchilus modestus – Vale winterkoning
- Cantorchilus nigricapillus – Kastanjewinterkoning
- Cantorchilus semibadius – Oeverwinterkoning
- Cantorchilus superciliaris – Humboldtwinterkoning
- Cantorchilus thoracicus – Streepborstwinterkoning
- Cantorchilus zeledoni –  Zeledons winterkoning